# Ytu cuyaba
Ytu cuyaba is een keversoort uit de familie Torridincolidae. De wetenschappelijke naam van de soort is voor het eerst geldig gepubliceerd in 1977 door Reichardt & Vanin.